# Greg Broderick
Greg Patrick Broderick (nacido el 21 de septiembre de 1985 en Thurles, Irlanda) es un jinete de saltos.
Formó parte del equipo de Irlanda en el Campeonato Europeo de Saltos Ecuestres de 2015, en Aquisgrán, consiguiendo el séptimo puesto por equipos y el trigésimo primero individual.
Participó en los Juegos Olímpicos de Río de Janeiro 2016 con "Going Global", caballo que vendió posteriormente a Athina Helene Roussel Onassis  por un valor superior a los 10 millones de euros, lo que lo convirtió en el caballo más caro en ser vendido en Irlanda en la historia.